# Алтернативни изложбени простор
Алтернативни изложбени простор (АИП) је било који простор који није традиционално и комерцијални предодређен да се користи за организовање јавних изложби уметничких дела. Често је то простор друге намене као што је то простор испред продавнице, складиште или фабричко поткровље, које може да се претвари у простор за излагање или перформансе од стране појединца или групе уметника. Kонцепт алтернативе за излагање ликовних дела обухватио је и питање економског опстанка уматника, који нису имали спољну финансијску подршку и могућност да уметници остану финансијски аутономни.
Умањен текст

## Дефиниција
Израз „алтернативни простор“, који се користи  од раних 1970-их  осмислио је  Брајан О' Доерти, концептуални уметник познат и под именом Патрик Ирленд, који је од почетком 1970-их,   био на челу програма визуелних уметности у Националној задужбини за уметност.
Израз се такође често користио у уметничкој штампи 1970-их, као нпр. у тексту „Алтернативни простори – Сохо стила“. 
Крајем 1970-их, британски ликовни критичар Лоренс Аловеј додао је овом изразу општу дефиницију алтернативних простора Њујорка: „алтернативни простор је општи термин који се односи на различите начине на које уметници приказују њихов рад ван комерцијалних галерија и формално конституисаних музеја.

## Историја
Освајање простора од стране уметника је у почетку изгледало немогуће. Дуго је требало да се охрабре о омасове групе које су покретале иницијативе за освајање простора, јер је на том путу било много препрека, почев од  одбијања, кашњења и равнодушност надлежних институција. Међутим, мотивација уметника, упорност и много разговора, охрабрења и узајамних савета, довели су до првих успешно освојених области. Тако су временом према речима саветника за уметност Алана Шварцмана,...алтернативни простори  били центар америчког уметничког живота 1970-их година.
За ове просторе уметници су се кроз историју морали изборити, а и данас то морају чинити, јер у многим земљама света не постоји званична евиденција о напуштеним просторима, не постоји (јавни) план за њихово коришћење, не расписују се аукције за њихову продају или изнајмљивање, не постоје процедуре нити механизми за њихово добијање за употребу (у сврху општег добра или нешто слично).

### Алтернативни простори у САД
Све је почело 1970-их, када су почели да се користе алтернативни простори Њујорка кроз спонтане иницијативе авангардних уметника чија је жеља била да еманципују уметност од институционалних и комерцијалних притисака света уметности. Употреба пропадајућих урбаних простора је стога била једна од главних карактеристика ових простора. Већина њих је нестала, друге су асимилирали комерцијални или институционални системи уметности. 
Први алтернативни простори у Њујорку појавили су се крајем 1960-их у Сохоу једном од јужних округа Менхетна, када су  уметници почетком 1960-их почели илегално да се насељавају у напуштена поткровљанеких од стране локалних мануфактура, и тако је  Јужни Хјустон постао центар уметничке авангарде Њујорка. Како су се први уметници досељавали у Сохо, мануфактура, као и велепродаја и малопродаја већ су напустили већину објеката овог индустријског насеља. Будућност Сохо је такође била угрожена важним плановима урбаног реструктурирања. Један од најамбициознијих планова имао је урбаниста Роберт  Мосес, чији је пројекат – Аутопут на Доњем Менхетну – био да се преко југа острва убаци аутопут са десет трака Исток-Запад, повезујући Њу Џерси са Бруклином преко  тунел и моста Ист Ривер. Пројекат је град одобрио 1960. године и од тада се суочио са немилосрдним и веома организованим отпором, у којем су уметници Сохоа формирали јаку групу, која је заједно са  становницима Сохо била веома гласна против изградње аутопута, јер је њихово присуство у округу као становника постало нелегално све до 1971. године због строгих закона о урбаном зонирању. Упркос свим овим правилима и ограничењима, управо је у Сохоу започео покрет урбаног и економског препорода југа Менхетна. До средине 1960-их, политичка укљученост уметника била је довољно јака да спасе округ од рушења, а њихово присуство у суседству је такође означило почетке интензивног уметничког живота, у којем су алтернативни простори играли кључну улогу.
Међу првим алтернативним просторима који су отворени у октобру 1970. године је  112 Греене Стреет/ Ворксхоп, простор који је носио веома неутралан назив своје адресе; њен изложбени и радни простор налазио се у приземљу и сутерену зграде у власништву уметника. Студио Џефрија Луа који се налазио на другом спрату. 112 Греене Стреет/ Ворксхоп  задржао је свој првобитни назив до касних 1970-их када се уметник преселио а простор преименован у Вхите Цолумнс .
Међу педесетак алтернативних простора који су се појавили у Њујорку од 1968. до 1985. године  нису сви били смештени у Сохоу, нити су сви били атељеи бивших уметника. Ипак, сви су настал из спонтаних иницијатива локалних уметника и сваки је поседовао свој препознатљив идентитет, оцртан својом структуром (уметничка задруга, приватни студио, непрофитна група), као и разноврсношћу њихових уметничких активности (инсталације , перформанси, видео уметност...). 
Сви ови простори су се појавили у узбурканој друштвеној и политичкој клими која их је учинила специфичним са строго историјског становишта; већина њих је такође отворена без икаквих спољних средстава и њихова структура и тако су остала прилично неформална током првих година њиховог постојања. Администратори су били сами уметници.
Друга генерација алтернативних простора у САД рођена је после 1976: Алтернативни музеј, Френклин пећ, Штампане ствари, Центар за цртање, Нови музеј, Мода моде.
Ипак, разликовање прве и друге генерације алтернативних простора у САД оставља питање идентитета без одговора; по којим основама и карактеристикама (уметничким и/или административним) је 1970-их уметнички простор дефинисан као „алтернативан“?

## Врсте алтернативних изложбених простора
Према истраживањима Завод за проучавање културног развитка у Србији се као алтернативни изложбени простори могу користити:
- Напуштени или расељени стамбени објекти

- Војни објекти

- Објекти кинематографског наслеђа

- Индустријски објекти и складишта

- Саобраћајно-комуникацијски објекти

- Пословни објекти

- Објекти за културно-уметничке активности и забаву

- Школски објекти и објекти за научна истраживачке активности

- Туристички  и угоститељски објекти
- Остали објекти

## Разлика између музеја и галерија и АИП
Како су алтернативни простори  напустили традиционалне стандарде излагања уметности које постављају музеји и галерије, променила се и формулација јер они: нису организовали изложбе, већ емисије или радионице, у којима су гледаоци били позвани да учествују на различите начине, уместо да се упуштају у пуку контемплацију наизглед аутономних и самодовољних уметничких објеката.
Концепт алтернативе је обухватио и питање економског опстанка. У зависности од њихове унутрашње структуре, сваки тип алтернативног простора је функционисао на истој финансијској основи; већина уметничких атељеа који су претворени у изложбене просторе, бар у почетку, нису имали никакву спољну финансијску подршку и остали су финансијски аутономни. Али чак и да су постојала финансијска правила око организовања изложби, врло мало новца је циркулисало. 
Кад год су били регистровани као непрофитне организације, алтернативни простори су често имали користи од јавног или приватног новца за покретање својих активности.

## Проблеми
Упркос свим наведеним добрим страна алтарнативног простора, бет разнес  финансијске подршке,  алтернативни простори су се стално налазили на ивици банкрота. Због њиховог непрофитног пословања, њихов економски опстанак био је везан за различите изворе приватних или јавних субвенција које су им могле помоћи да се баве својим уметничким активностима, уз поштовање њихове аутономије. Овакво стање финансијске нестабилности је стога било инхерентно и готово неизбежно, што такође објашњава чињеницу да су многи простори били принуђени да се затворе убрзо након отварања.
Постојање све већег броја јавних грантова и субвенција додељених уметницима и алтернативним просторима помогло је другим просторима да остваре своје активности све до 1970-их али и касније, па неки од њих функционишу све до данас.